# Sabih Arca
Sabih Arca (1901. Isztambul – 1979.) a Fenerbahçénél játszó  török labdarúgó volt. 215 mérkőzésén összesen 64 gólt rúgott. Fedezet volt, aki vagy a pálya középső, vagy a bal oldalán játszott. 1918. és 1929. között a Fenerbahçe tagja volt, és 1920–1921-ben, illetve, 1922–1923-ban megnyerték az Isztambuli Ligabajnokságot. A General Harington Cup válogatottjának is a tagja.
Az első török labdarúgó-válogatottnak is tagja volt, akik első mérkőzésüket 1923. október 26-án Románia ellen játszották. A válogatott színeiben 9 mérkőzésen 3 gólt rúgott.